# Sculptuur uit Afrika en Oceanië
Sculptuur uit Afrika en Oceanië was een grote tentoonstelling van tribale kunstwerken in het Nederlandse Kröller-Müller Museum van 17 november 1990 tot 20 januari 1991
De tentoonstelling werd georganiseerd ter gelegenheid van het eerste lustrum van de Vereniging Vrienden van Ethnografica (VVE), een vereniging die voor het merendeel bestaat uit verzamelaars van tribale kunst of wat vroeger vaker, en ook nu nog wel, 'primitieve kunst' werd genoemd. Aangezien volgens de filosofie van het Kröller-Müller Museum kunst geen grenzen kent – er werd daar in 1960 al een expositie van beeldhouwwerken uit Afrika en Oceanië op de vloer gezet – was de jubileumtentoonstelling van de VVE er 30 jaar nadien zeer welkom. De bedoeling van de tentoonstelling was een kennismaking te bieden met kunstwerken uit andere artistieke tradities die wonderwel aansloten op de vaste collectie moderne westerse kunst van het museum. 
Een kleine commissie van ter zake deskundige museumconservatoren uit Nederland en België maakte voor de tentoonstelling een selectie uit het bezit van de leden van de vereniging. Er werden 135 kunstobjecten, 82 uit Afrika en 33 uit Nieuw-Guinea en Melanesië, voor twee maanden in een esthetische setting geëxposeerd.
Bij de tentoonstelling verscheen een tweetalige catalogus van de 135 stukken, uitgegeven als een luxe plaatwerk, dat door de foto's en de algemene inleidingen en voorwerpbeschrijvingen door de leden van de selectiecommissie inmiddels de status van een standaardwerk heeft gekregen.

## Publicatie
- Sculptuur uit Afrika en Oceanië / Sculpture from Africa and Oceania. Rijksmuseum Kröller-Müller Otterlo, 1990